# Jean-Marie Delavay

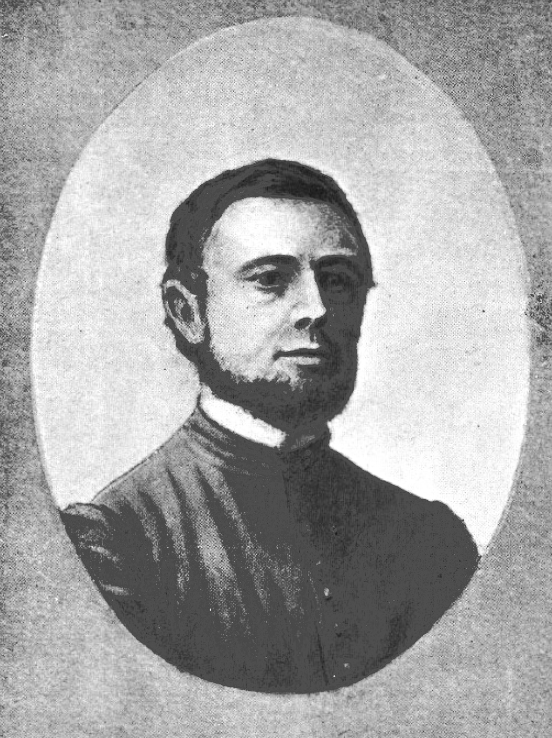
Jean-Marie Delavay (1834-1895)

Le père Jean-Marie Delavay, né aux Gets en Haute-Savoie le 28 décembre 1834 et mort en Chine le 31 décembre 1895, est un prêtre missionnaire des Missions étrangères de Paris, botaniste et grand collecteur de nouvelles espèces de plantes en Chine.
Il rassembla une des collections botaniques les plus importantes de la fin du XIXe siècle, dans une région limitée du Yunnan pour le compte du Muséum national d'histoire naturelle. De nombreuses espèces lui ont été dédiées comme Abies delavayi, Aster delavayi, Clethra delavayi, lncarvillea delavayi, Geranium delavayi, Lonicera delavayi, Magnolia delavayi, Meconopsis delavayi, Osmanthus delavayi, Paeonia delavayi, Philadelphus delavayi, Pyrus delavayi, Schefflera delavayi, Thalictrum delavayi, Wikstroemia delavayi...

## Biographie
Jean-Marie Delavay est né aux Gets, le 28 décembre 1834, dans une famille de huit enfants dont deux garçons devinrent prêtres et une fille religieuse. Il entra au petit séminaire de Mélan puis au Grand Séminaire d’Annecy. Dès sa sortie du Grand Séminaire en 1860, le jeune abbé herborise dans les grandes stations botaniques de la Savoie du Nord. De ses premières années passées dans la haute montagne savoyarde, il garda une passion pour la flore alpine.
Le 19 novembre 1866, il entre au Séminaire des Missions étrangères de Paris, société ayant pour but l’évangélisation des pays non chrétiens.

### Premier séjour en Chine 1867-1880
En juillet 1867, la Société des Missions étrangères l’envoya en Chine à l’est de Canton où il put herboriser dans cette région et dans le Guangxi. À cette époque, il donnait toutes ses récoltes botaniques au Britannique Henry Fletcher Hance, consul de Canton et éminent botaniste, qui les envoyait en Angleterre. On sait qu’il s’occupa aussi du rachat de femmes annamites (vietnamiennes) enlevées par des pirates chinois et vendues sur les frontières du Guangdong.
Le travail des missionnaires catholiques en Chine avait été rendu possible dans les régions intérieures de la Chine à la suite des guerres de l’opium et du traité de Tianjin de 1858 qui garantissait leur sécurité s’ils étaient munis de passeports réguliers. Toutefois les traités inégaux obtenus par la force ne firent qu’exacerber au plus haut point l’hostilité de l’administration chinoise vis-à-vis des missionnaires et des étrangers. Les religieux éloignés de la politique, semblaient ignorer qu’ils avaient été imposés par les canonnières - eux, seulement animés par la foi, étaient convaincus qu’ils étaient là pour sauver des âmes de la damnation éternelle.
La nuit de Noël 1868, le père Delavay disait la messe dans sa chapelle de Leizhou lorsque le calme de la soirée fut brisé par une grêle de briques et de pierres lancées contre le bâtiment. Il trouva la sortie barrée et la chapelle entourée par une foule hostile. Le général responsable des soldats stationnés dans la ville refusa de leur porter secours et lorsque la congrégation tenta de s'échapper, beaucoup furent blessés ou tués. Les responsables locaux réussirent à extraire le père de l’échauffourée mais il fut gravement blessé. On ne sait pas précisément l’origine de l’émeute, mais toutes sortes de ragots couraient sur le dos des missionnaires les accusant de tuer les enfants.
Lors d’un voyage en France en 1881, il rencontra le père David, un missionnaire botaniste réputé, qui le convainquit d’envoyer désormais ses collections au Muséum de Paris pour être étudiées par le botaniste Adrien Franchet.

### Second séjour en Chine 1882-1891
De retour en Chine, il fut envoyé en mission dans les montagnes du nord-ouest du Yunnan (Cangshan), une des régions du monde les plus riches sur le plan botanique. En 1882, lors de la remontée en barque du fleuve Bleu, le Yangtsé, il herborisait dans tous les ports où il s’arrêtait. Il mettra six mois pour rejoindre sa destination.
Il s’établit à Dapingzi, au chef-lieu d’un district missionnaire s’étendant du nord du lac Erhai, 耳海 (près de Dali 大理) jusqu’à Lijiang 丽江, région occupée par les minorités tibéto-birmanes. Cette bourgade se trouve dans une cuvette très chaude entourée de montagnes qu’il parcourut avec plaisir pour fuir la moiteur des vallées auxquelles il attribue ses accès de paludisme.
Il fit une soixantaine de fois l’ascension du mont Heishanmen (à l’ouest de Dapingzi), le « Mont Blanc du Yunnan » qu’il appelait aussi son jardin. Il effectuait les ascensions seul, sans porteurs pour transporter son matériel, dans une région où les vents peuvent être violents et le froid terrible.

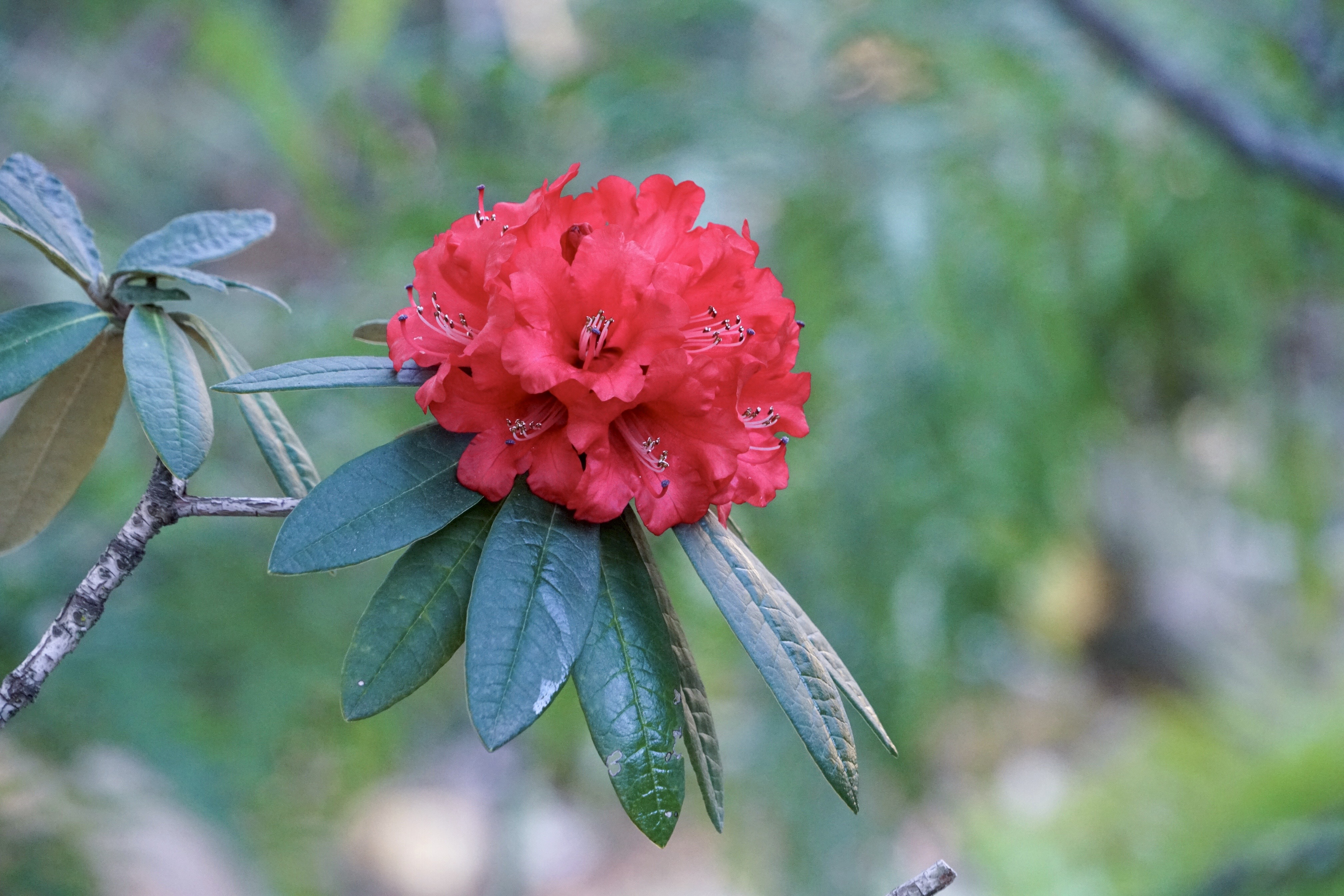
Rhododendron delavayi

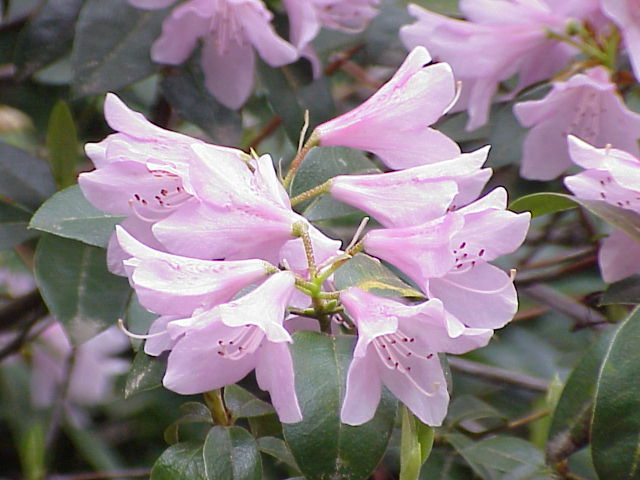
Rhododendron yunnanense

Il parcourut aussi des montagnes qui dominent Dali, les Cang shan 苍山, un de ses terrains de prospections préférés. De ces expéditions, dans les années 1884, il ramena un grand nombre de rhododendrons : Rhododendron delavayi, R. yunnanense, R. decorum, R. fastigatum, R. taliense, etc. L’envoi des caisses de spécimens pour la France sera à cette époque gravement perturbé en raison de la guerre entre la France et la Chine au Tonkin. Après le retour au calme, il envoie ses caisses par « deux chevaux jusqu’à Yunnasen (Kunming) et, de là, à Soui fou (Shuifu) » (lettre du 25 février 1885).
En 1886, ses longues marches vers le plateau du Tibet l'amenèrent à découvrir des pavots d'un bleu lumineux maintenant connus sous le nom de Meconopsis betonicifolia, et peut-être décrits avant lui sous le nom de Meconopsis napaulensis.
Dans une lettre du 11 novembre 1886, il annonce une terrible maladie qui allait affecter le reste de ses jours « J’ai été tellement accablé et anéanti par la peste que j’ai bien de la peine à me relever. Je ne sais quand je pourrai me remettre sérieusement à la besogne ». L’année suivante, il peut cependant reprendre ses prospections et ses envois de paquets de plantes. Au printemps 1888, son ami et voisin le père Proteau meurt et il doit désormais s’occuper de deux districts alors que sa santé se dégrade par suite d’accès de paludisme. En juillet 1889, il commence à recevoir les fascicules de Planta Delavayanae écrits par son correspondant du Muséum, Adrien Franchet. Toute l’année 1890 est perturbée par la maladie. Après un séjour au sanatorium de Hong Kong, il repart pour le Yunnan par le fleuve Rouge.
Il rentre en France en 1891 pour aller se soigner au sanatorium de Montbeton. Une attaque de paralysie locale le laissa invalide d’un bras. Mais la nostalgie de la Chine le pousse à repartir au Yunnan. « On voit la splendide inconscience de cet homme devenu fou d’un pays, le Yunnan, et d’un travail scientifique, la recherche botanique. Il semble qu’il y ait eu une conjuration du Muséum et également des Missions étrangères pour lui permettre de réaliser dans son état ce rêve insensé. Lui-même lucide dans ce rêve, connaît parfaitement son état et sait qu’il ne peut plus prendre d’engagement sérieux. Il veut repartir sans allocation et sans programme et travailler jusqu’à la limite de ses forces » (Jean Lennon)

### Troisième et ultime séjour en Chine, 1894-1895
Il remonta à nouveau le fleuve Bleu mais l’état dégradé de sa santé l’obligea à s’arrêter à Longqi (nord-ouest du Yunnan) où il récolta encore 1 200 spécimens. Malheureusement, près de la moitié de cette collection fut détruite par l’extrême humidité qui régnait dans la région.
En février 1895, il atteint Kunming d’où il envoie des graines de Primula malacoides via San Francisco et finit par rejoindre le village qui lui avait été assigné comme mission. Il reprend ses herborisations et ses envois de paquets de plantes. Le 9 décembre, il expédie ses sept derniers paquets et après une ultime herborisation, il s’éteint le 31 décembre 1895.

## Contribution scientifique

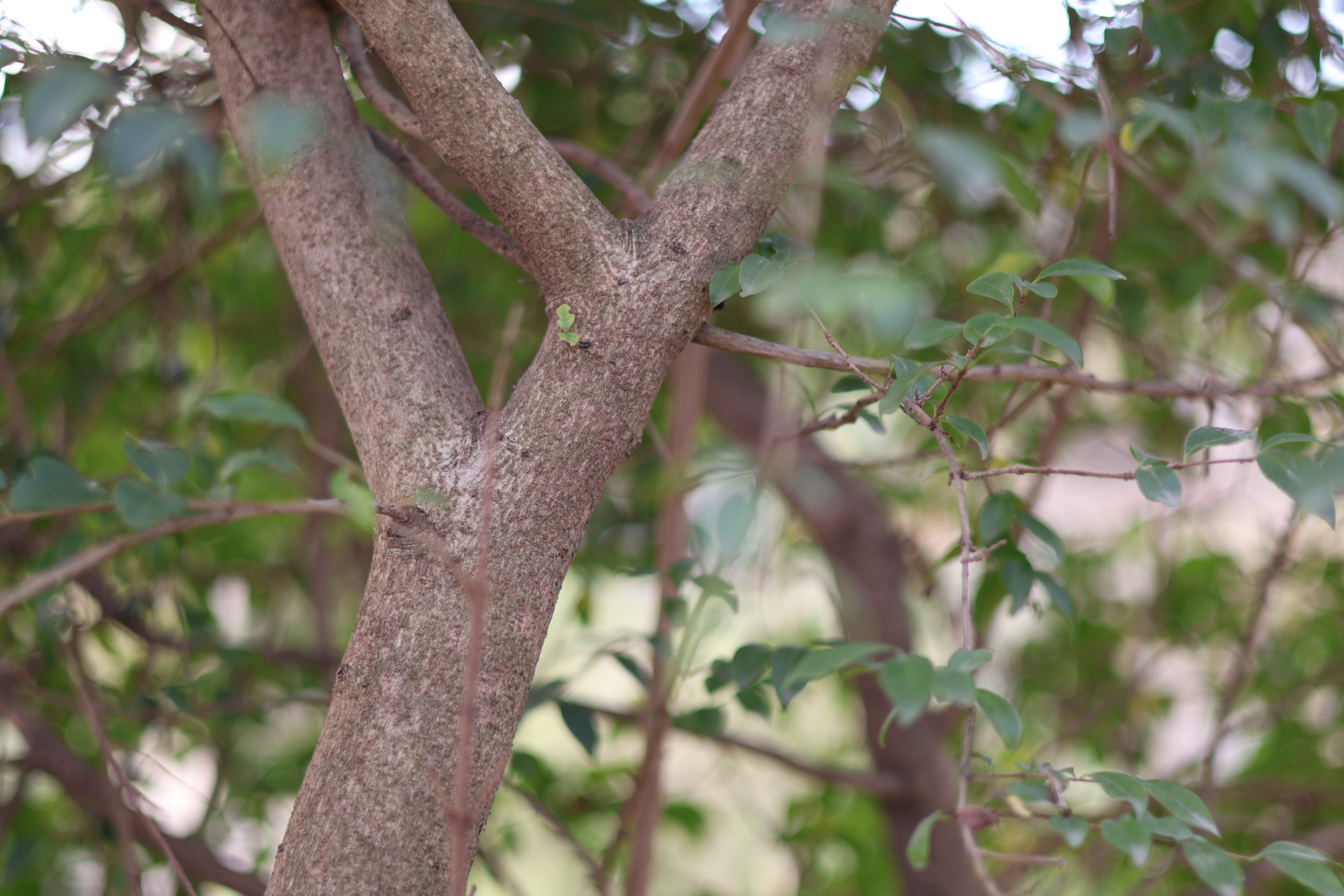
Ligustrum delavayanum au jardin des Plantes de Paris.

À sa mort, Adrien Franchet, son correspondant au Muséum, lui rendit un vibrant hommage : 

« De 1885 à 1896, le Muséum a reçu du R. P. Delavay 7 300 numéros de plantes, représentant près de 3 500 espèces, en plus de 100 000 parts d'herbier ; on doit évaluer à 2 500 le nombre des espèces nouvelles pour la flore de Chine découvertes par lui, et à près de 1 800 le chiffre des types absolument nouveaux.
Aucune exploration n'a donné un semblable résultat, surtout si l'on considère que le champ d'exploration visité par M. Delavay égalait à peine en étendue la moitié d'un de nos départements. 

D'autre part, l'état des échantillons, toujours admirablement choisis pour l'étude, c'est-à-dire récoltés en fleurs, en fruits et souvent avec racines ; les soins apportés à la rédaction des étiquettes, portant toutes un numéro et mentionnant toujours la provenance exacte, l'indication du terrain, l'altitude, la couleur de la fleur, etc., etc., font des collections du R. P. Delavay le plus parfait modèle qu'on puisse citer d'une collection d'herbier. 

Mais le R. P. Delavay ne fut pas seulement un grand collecteur ; c'était aussi un observateur d'une grande sagacité, un véritable savant, tirant de ce qu'il voyait des inductions souvent profondes. Sa correspondance botanique, qui sera sans doute un jour publiée, en fournit de nombreuses preuves. »

— A. Blanchet, Hommage au R.P. Delavay
Adrien Franchet publia Plantae Delavayanae (P. Klincksieck, 1889-1890) où il loua les qualités remarquables de collecteur du Père Delavay. L’Arboretum des Barres dans le Cher possède encore des plantes issues des graines collectées par le Père et envoyées à Maurice de Vilmorin. Parmi ses introductions réussies, on peut citer Rhododendron racemosum ou Rhododendron yunnanense. Plusieurs germinations eurent lieu aussi au Jardin des plantes de Paris : R. scabrifolium (1885), R. rubiginosum (1889), R. delavayi (1884).
Parmi les plantes remarquables récoltées, on peut mentionner : Deutzia dicolor, Deutzia purpurascens, Aster delavayi, Rhododendron ciliicalyx, Rhododendron irroratum, Rhododendron racemosum, Primula forbesii, Primula poissonii, Osmanthus delavayi, lncarvillea delavayi, Meconopsis betonicifulia, Paeonia lutea, P.delavayi, Rosa sericea pteracantha (syn. Rosa omeiensis pteracantha ), Rhododendron ciliicalyx, R. fastigiatum, R. irroratum, R. racemosum et R.yunnanense.
D'après le professeur Gérard Aymonin, 15 000 spécimens récoltés par Delavay se trouvent actuellement dans l'Herbier "Asie" du Laboratoire de Phanérogamie du MNHN à Paris.